# Сигурд Слюна
Сигурд Слюна (норв. Sigurd Sleva; приблизительно 940 — приблизительно 970, Альрексстадир, Хордаланн, Норвегия) — норвежский конунг, сын Эйрика Кровавая Секира и Гуннхильд Матери Конунгов. Стал главным героем «Пряди о Сигурде Слюне», упоминается в других произведениях исландской средневековой литературы в связи с изнасилованием Алов и гибелью от руки её мужа — херсира Торкеля Клюппа.

## Биография
Сигурд Слюна родился примерно в 940 году в семье Эйрика Кровавой Секиры и его жены Гуннхильд Матери Конунгов. Его отец был сыном и наследником объединителя Норвегии Харальда Прекрасноволосого, мать согласно тому варианту традиции, которому больше доверяют исследователи, принадлежала к датскому королевскому дому. У Сигурда было не меньше шести братьев. Прозвище Слюна он получил, по-видимому, из-за того, что шепелявил.
После поражения в войне с одним из единокровных братьев Хаконом Воспитанником Адельстейна Эйрик Кровавая Секира уплыл на Британские острова и взял с собой всю семью. Позже он погиб в сражении. Гуннхильд с сыновьями перебралась в Данию и получила поддержку от родни. В начавшейся войне Хакон погиб, а сыновья Эйрика установили контроль над центральной и юго-западной Норвегией. Верховным королём (конунгом) стал Харальд Серая Шкура, его братья управляли отдельными регионами (примерно 960—965 годы).
Сигурд Слюна погиб примерно в 970 году. Классический рассказ об этом содержится в «Саге о Харальде Серая Шкура», входящей в состав «Круга земного». Согласно этому источнику, однажды Сигурд приехал в дом херсира Клюппа. Последнего не оказалось дома, но его жена Алов проявила гостеприимство, устроив для конунга пир. Ночью Сигурд «пошёл к ложу Алов и лёг с ней против её воли. Потом конунг уехал…». Следующей осенью, когда Сигурд и его брат Харальд созвали тинг бондов в Вёрсе, бонды «набросились на них и хотели их убить», так что конунгам пришлось спасаться бегством. Вскоре после этого Клюпп во главе вооружённого отряда приехал в поместье Альрексстадир в Хордаланне и там убил Сигурда ударом меча, причём сам был зарублен на месте его дружинником Эрлингом Старым.
«Обзор саг о норвежских конунгах» (примерно 1190 год) уточняет, что убийцу Сигурда звали Торкель Клюпп. Гибель конунга упоминается в «Красивой коже» (первая половина XIII века). Дополнительные подробности появляются в «Саге о Торде Пугале» (XIV век), главный герой которой — брат Клюппа. Именно Торд, согласно этому произведению, убедил брата отомстить за изнасилование жены, причём месть свершилась во время пира. Торд на месте убил Хроальда (убийцу Клюппа в саге), а после этого был объявлен вне закона по требованию братьев Сигурда Слюны и покинул Исландию.
В составе «Книги с Плоского острова» сохранилась «Прядь о конунге Сигурде Слюне сыне Гуннхильд» (обычно просто «Прядь о Сигурде Слюне»), добавленная к основной рукописи в 1390 году священником Магнусом Торхалльсоном. «Прядь» стала результатом переработки всех данных предшествующей традиции, включая «саги о королях» и какие-то другие источники, неизвестные науке. Повествование здесь упорядочено и насыщено новыми подробностями. Сигурд Слюна отправляет Торкеля Клюппа в Англию с дипломатической миссией, а в его отсутствие похищает Алов и делает её своей любовницей на целую зиму. Вернувшись на родину, Клюпп при первой же встрече с конунгом убивает его ударом секиры и сам погибает от руки Эгмунда. Последнего родичи Клюппа сжигают в его доме, так как, «по их мнению, вина за то, что произошло между конунгом и Торкелем, в первую очередь падала на конунга».